# Catenochytridium carolinianum
Catenochytridium carolinianum är en svampart som beskrevs av Berdan 1939. Catenochytridium carolinianum ingår i släktet Catenochytridium och familjen Endochytriaceae.   Inga underarter finns listade i Catalogue of Life.